# Lee Grace
Lee Grace (Tipperary, 1º dicembre 1992) è un calciatore irlandese, difensore dello Shamrock Rovers.

## Carriera
Ha giocato nella massima serie irlandese.

## Palmarès

### Club

#### Competizioni nazionali
- Campionato irlandese: 3

Shamrock Rovers: 2020, 2021, 2022
- Supercoppa d'Irlanda: 1

Shamrock Rovers: 2022